# Phlegmariurus vernicosus
Phlegmariurus vernicosus là một loài thực vật có mạch trong Họ Thạch tùng. Loài này được (Hook. & Grev.) Á. Löve & D. Löve miêu tả khoa học đầu tiên năm 1977.